# 알랜 로젠버그
앨런 로젠버그(Alan Rosenberg, 1950년 10월 4일 ~ )는 미국의 배우, 정치인, 노동운동가이다.

## 출연 작품
- 스틸 히어 (2014년)
- 숄렘 알레이헴: 레핑 인 더 다크니스 (2011년)
- 의로운 살인 (2008년) - 스테인 역
- 로봇 (2005년)
- 프랭키와 자니 결혼하다 (2003년)
- 가디언 (2001년)
- 기빙 업 더 고스트 (1998년)
- 클론 (1997년)
- 스티브 마티니의 인생 (1996년)
- 7번가의 욕망 (1996년)
- 시카고 메디컬 (1994년)
- 마녀 사냥 (1994년) - N. J. 고틀리브 역
- 토미노커스 (1993년)
- 내전 (1991년)
- 동행 (1991년)
- 철혈여경 (1990년)
- 최후의 카운트다운(영어판) (1989년)
- 그리스도 최후의 유혹 (1988년)
- 킹 오브 러브 (1987년) - 제이 역
- 스튜어디스 스쿨 (1986년)
- 약속 (1986년)
- 케네디가의 신화 (1985년)
- 낫 포 퍼블리케이션 (1984년)
- 배회자 (1979년)

### 텔레비전
- CSI 라스베가스 시즌1 (2000년)
- The Temptations (1998) - 쉘리 버거 역
- LA 로 (1986년)